# ヌバ族

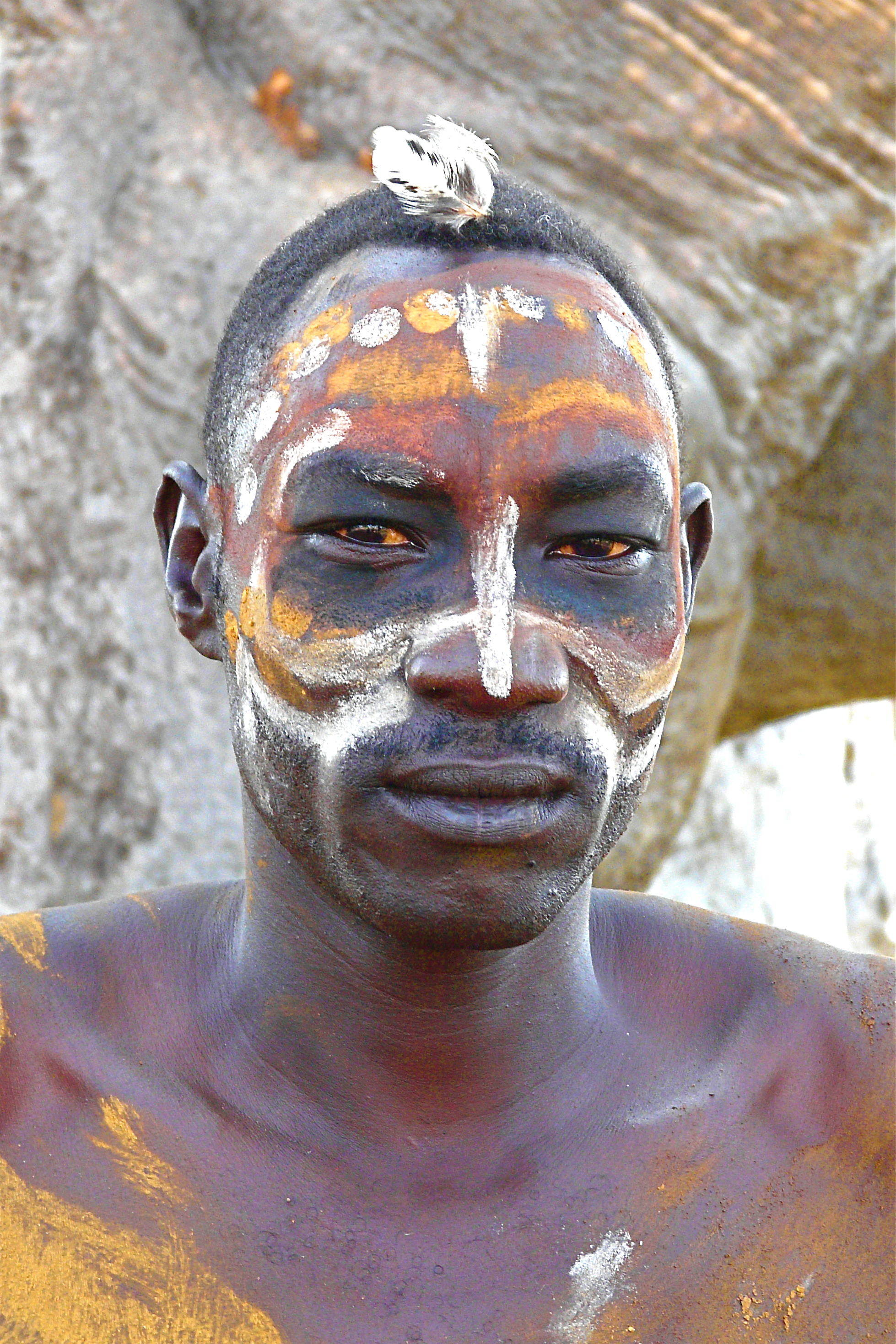
ヌバ族の男性。体に化粧を施している。

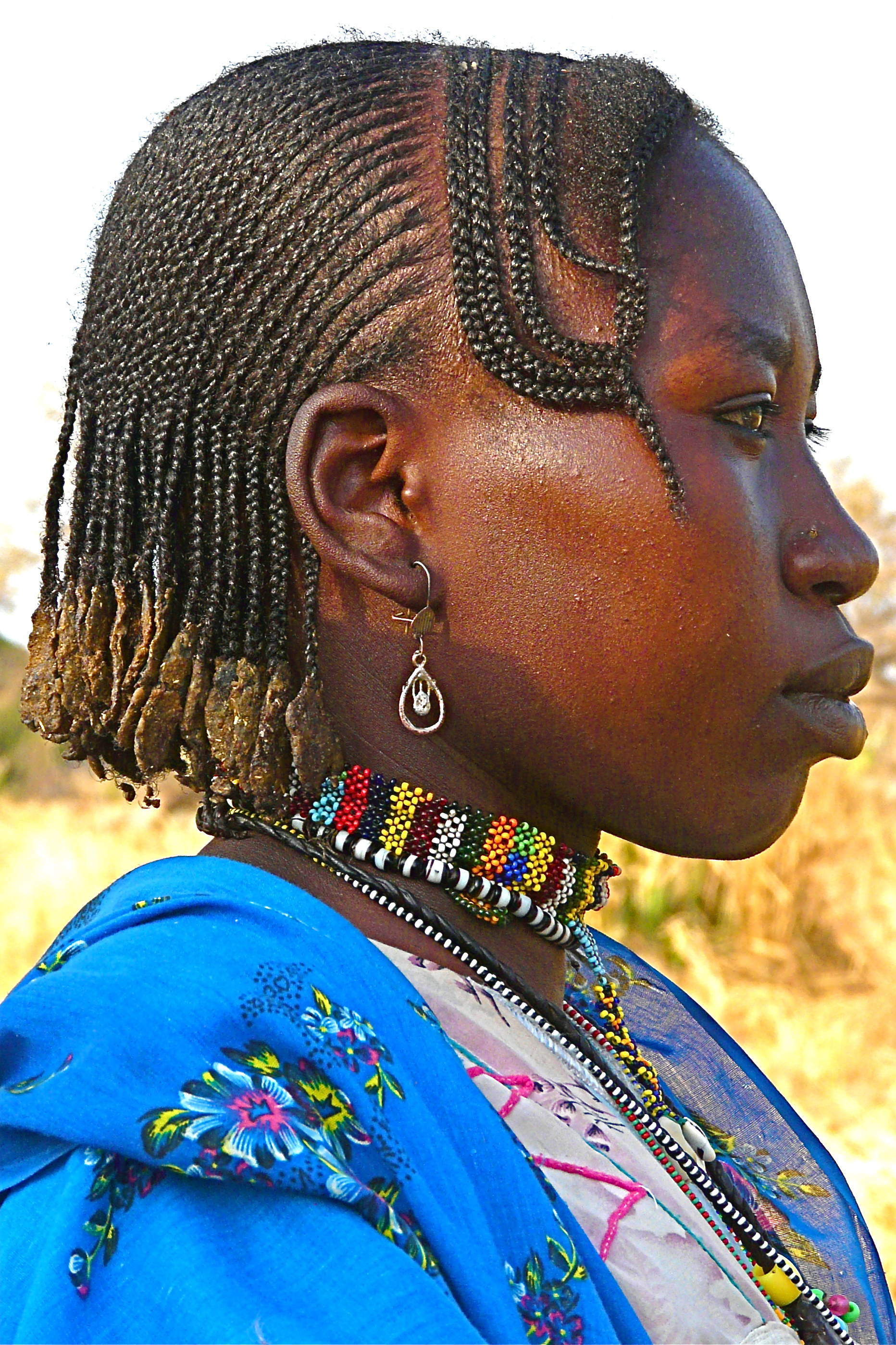
ヌバ族の女性

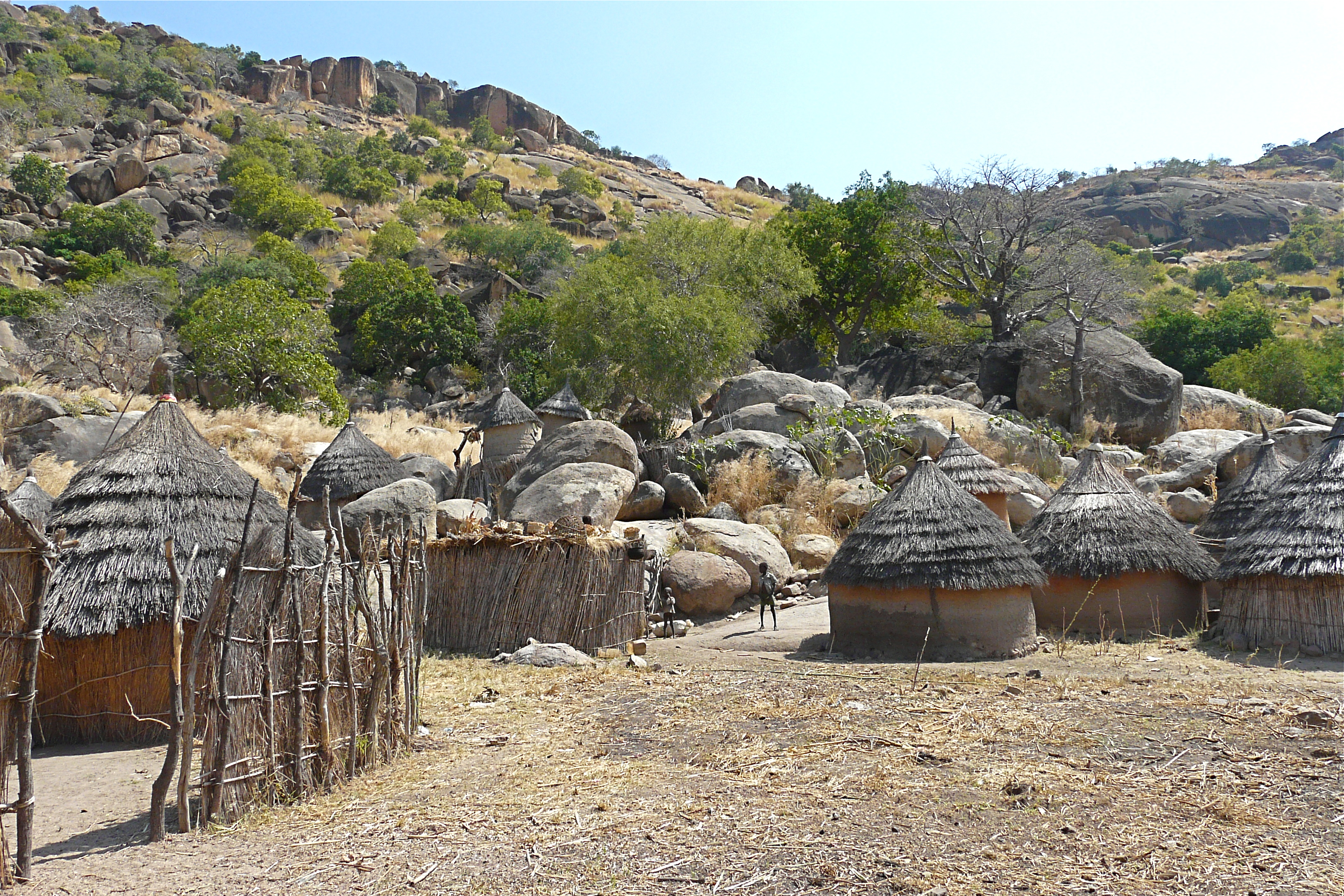
ヌバ山脈の中にあるヌバ族の村

ヌバ族 (nuba) は、スーダン共和国コルドファン地方のヌバ山脈に居住する、ニジェール・コンゴ語族コルドファン語派の民族の総称。カトラ語、コアリブ語、タゲリ語、タロディ語、トゥムトゥム語に分類され、人口は約50万人。ナイル峡谷の民族移動に巻き込まれなかったため、独自の文化を形成した。

## 生活様式
シコクビエ、モロコシ、トウモロコシ、ゴマ、オクラ、メロン、ヒョウタン、ワタ、タバコなどを栽培する農耕民族で、牛、山羊、羊、鶏、馬、ロバ、豚などの畜産も盛んである。父系クランと母系クランが混在しており、相続に関する規定は特にない。
肉体的鍛錬を美徳とし、独自ルールに則った格闘競技が盛んに実施される。競技者は灰を全身に塗して戦い、勝者にはアカシアの枝が与えられる。素手で戦うレスリングのほか、槍、棍棒、チャクラムなどを使用した競技がある。